# 京都府立大學
京都府立大學，是本部位於日本京都府的一所公立大學，大學設置於1949年。一般簡稱為府立大或京都府立大。

## 簡介
京都府立大學，是由京都府立農林專門學校與京都府立女子專門學校為母體整併而成。1949年設校時名為西京大學，創立十週年時更名京都府立大學至今。

## 教育及研究

### 學部
- 文學部
  - 日本・中國文學科
  - 歐美語言文化學科
  - 歷史學科
- 公共政策學部
  - 公共政策學科
  - 社會福利學科
- 生命環境學部
  - 生命分子化學科
  - 農學生命科學科
  - 食保健學科
  - 環境・資訊科學科
  - 環境設計學科
  - 森林科學科

### 大學院
- 文學研究科
  - 國文學中國文學專攻
  - 英語英美文學專攻
  - 史學專攻
- 公共政策學研究科
  - 公共政策學專攻
  - 社會福利學專攻
- 生命環境科學研究科
  - 應用生命科學專攻
  - 環境科學專攻

### 附屬機關
- 附屬圖書館
- 教養教育中心
- 地域合作中心
- 京都政策研究中心
- 生命環境學部附屬農場
- 生命環境學部附屬林場

## 校區
- 下鴨校區
  - 地址為京都府京都市左京區下鴨半木町1-5，鄰近烏丸線北山車站。
- 精華校區
  - 地址為京都府相樂郡精華町大字北稻八間小字大路74，鄰近片町線下狛車站以及近鐵京都線狛田車站。

## 體育賽事
- 六公立大學綜合競技大會，於每年秋季舉行；共分為京都方、大阪方、兵庫方三隊比賽。
- 與滋賀縣立大學一起舉辦的京滋綜合競技大會，於每年夏季舉行。

## 外部連結
（日語）京都府立大學 （页面存档备份，存于）